# 利夫西 (喬治亞州)
利夫西（英語：Lifsey）是位於美國喬治亞州派克縣的一個非建制地區。該地的面積和人口皆未知。

## 地理
利夫西的座標為33°02′12″N 84°22′24″W / 33.03667°N 84.37333°W，而該地的平均海拔高度為237米（即778英尺）。